# Mary Lyonová
Mary Mason Lyonová ( nepřechýleně Lyon, 28. února 1797 poblíž Buckland – 5. března 1849 South Hadley) byla americkou průkopnicí v oblasti vzdělávání žen. V roce 1837 založila Mount Holyoke Female Seminary (nyní Mount Holyoke College) v South Hadley v Massachusetts a dvanáct let působila jako její první ředitelka. Její vize spojovala intelektuální náročnost se smyslem pro morálku. Vážila si socioekonomické rozmanitosti a snažila se školu zpřístupnit i méně majetným studentkám. Založila také Wheaton Female Seminary v Nortonu (Massachusetts, nyní Wheaton College).

## Životopis
Jako dcera ve farmářské rodině v Buckland v Massachusetts prožila nuzné dětství. Její otec zemřel, když jí bylo pět let, a celá rodina se musela zapojit do práce, aby farma dále fungovala. Po osmi letech se její matka znovu vdala a odstěhovala se. Mary zůstala v Bucklandu, aby se starala o domácnost svého bratra Aarona, který farmu převzal. Přerušovaně navštěvovala různé oblastní školy a v rroce 1814 na nich také začala vyučovat. Tyto skromné počátky podnítily její celoživotní snahu o poskytnutí vzdělání dívkám ze středních a chudých vrstev.
Navštěvovala dvě střední školy: Sanderson Academy v Ashfieldu a Byfield Seminary ve východním Massachusetts. V Byfieldu se spřátelila s ředitelem reverendem Josephem Emersonem a jeho asistentkou Zilpah Polly Grantovou. Také nasála byfieldský étos rigorózního akademického vzdělání prodchnutého křesťanským nadšením. Poté učila na několika akademiích včetně Sandersonu, na své malé škole v Bucklandu, v Adams Female Academy (vedené Grantovou) a Ipswich Female Seminary (vedeném též Grantovou).

### Mount Holyoke
Během těchto raných let Lyonová postupně rozvíjela svou vizi Ženského semináře v Mount Holyoke (Mount Holyoke Female Seminary), která v mnoha ohledech vycházela z koncepce Grantové, ale mířila na studenty širšího společenského spektra. Škola byla jedinečná tím, že byla založena lidmi pocházejícími ze skromných poměrů a sloužila spíše než dětem z bohatých rodin jejich dcerám. Velký vliv na ni měl reverend Joseph Emerson, který ve svém „Discourse on Female Education“ (Rozprava o vzdělání žen) propagoval názor, že ženy by měly být školeny v učitelství a ne v tom, „jak potěšit druhé pohlaví“.
Mount Holyoke byla otevřena v roce 1837 – škola byla připravena „přijímat učence 8. listopadu 1837“. Lyonová dbala na zachování vysoké akademické úrovně: vstupní zkoušky byly přísné a přijímala „mladé dámy dospělého věku a zralého charakteru“. Podle své sociální vize, která byla pro její misi „přitáhnout inteligenci ze všech vrstev“ klíčová, stanovila školné na 60 dolarů za rok, což byla zhruba jedna třetina školného, které se platilo v Ipswichi.
Lyonová jako jedna z prvních věřila ve význam denního cvičení pro ženy a vyžadovala po svých studentkách, aby po snídani ušly jednu míli (1,6 km). Během novoanglických studených a zasněžených zim, snížila tento požadavek na 45 minut chůze. Kalistenika (způsob cvičení bez pomůcek) byla zpočátku vyučována přímo v nevyhřátých chodbách, až do té doby, než byl uvolněn sklad a upraven na tělocvičnu.
Aby mohla udržet nízké náklady, požadovala Lyonová po svých studentkách domácí práce – raná vize kombinace práce a studia. Také své učitele platila poměrně skromně. Ačkoliv byly její metody občas kontroverzní, škola brzy naplnila svoji plánovanou kapacitu 200 studentek.
Lyonová předvídala změnu role žen ve společnosti a vybavila své studentky vzděláním, které obsahovalo všechny důležité předměty, mělo vysokou úroveň a bylo inovativní – kladlo zvýšený důraz na přírodní vědy. Požadovala následující: sedm kurzů v přírodních vědách a matematice pro závěrečné zkoušky, což v té době bylo na ostatních dívčích školách něco nevídaného. Do výuky zavedla „nové a neobvyklé metody“ vyučování přírodních věd – laboratorní experimenty prováděné samotnými studentkami. Organizovala výlety, během nichž studentky sbíraly horniny, rostliny, vzorky pro laboratorní práci, geologické útvary a před nedávnem objevené pozůstatky dinosaurů.

### Smrt a odkaz
Lyonová zemřela na erysipel (pravděpodobně se nakazila od nemocné studentky) 5. března 1849. Na její památku jsou po ní pojmenovány studentské koleje v Miami University, Swarthmore College, University of Massachusetts Amherst a Plymouth State University. Mount Holyoke se stala vzorem pro Vassar College, Wellesley College a dřívější Western College for Women.
V roce 1905 byla Lyonová uvedena do síně slávy velkých Američanů v Bronxu (New York). United States Postal Service vydala dvoucentovou poštovní známku s její podobiznou v sérii Velcí Američané (Great American series).

## Náboženství
Lyonová byla vedena k baptistické víře, ale pod vlivem svého učitele reverenda Josepha Emersona konvertovala ke kongregacionalismu. V Mount Holyoke (a nejen tam) pořádala tzv. revivals (setkání křesťanů), a ačkoliv nebyla knězem, byla členkou duchovenstva společenství New England's New Divinity. Měla velký vliv na znovuobjevení myšlenek Jonathana Edwardse, jehož práce byly tehdy často čteny. Z jeho myšlenek ji oslovilo sebeodříkání, sebezapření a nezaujatá benevolence.